# Královská cesta (Krakov)
Královská cesta (polsky Droga Królewska, latinsky Via Regis) v Krakově spojuje historické Stare Miasto s Královským hradem na Wawelu. Začíná ve čtvrti Kleparz, vede přes Floriánské brány, pokračuje stejnojmennou ulicí na Rynek. Odtud pak vede dále na jih ulicí Grodská. Končí před vstupem do Královského hradu na Wawelu, který je umístěn přímo naproti nejjižnějšímu cípu starého města. Královská cesta je v současné době turisticky velmi významná, neboť umožňuje návštěvu významných míst krakovského historického centra na jedné trase.
Krakovská Královská cesta sloužila pro slavnostní vjezdy monarchů do města, a také při korunovačních a pohřebních procesích až do roku 1734.

Královská cesta, ze severu na jih - ze čtvrti Kleparz přes Floriánskou ulici (zleva doprava)
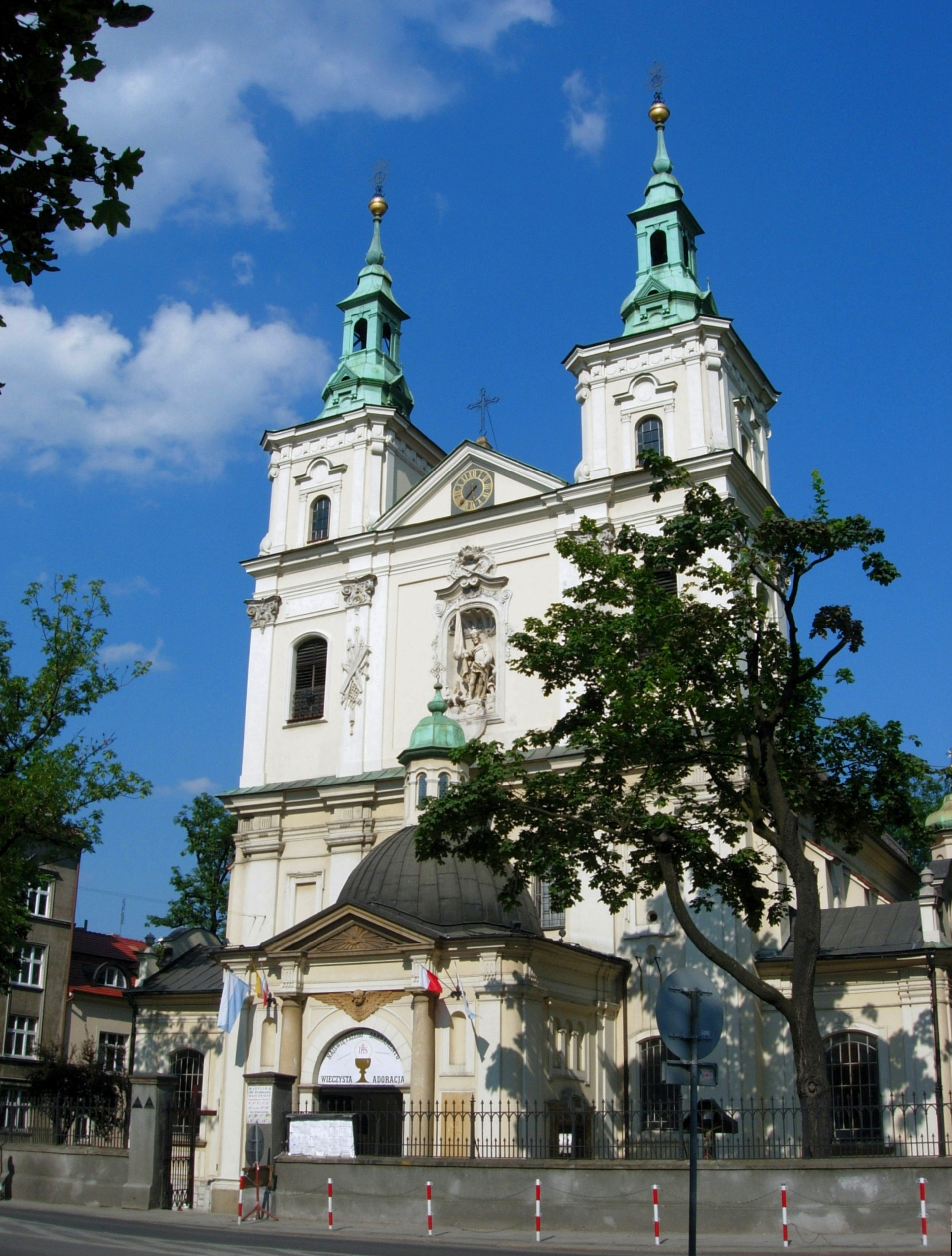
Kostel sv. Floriána
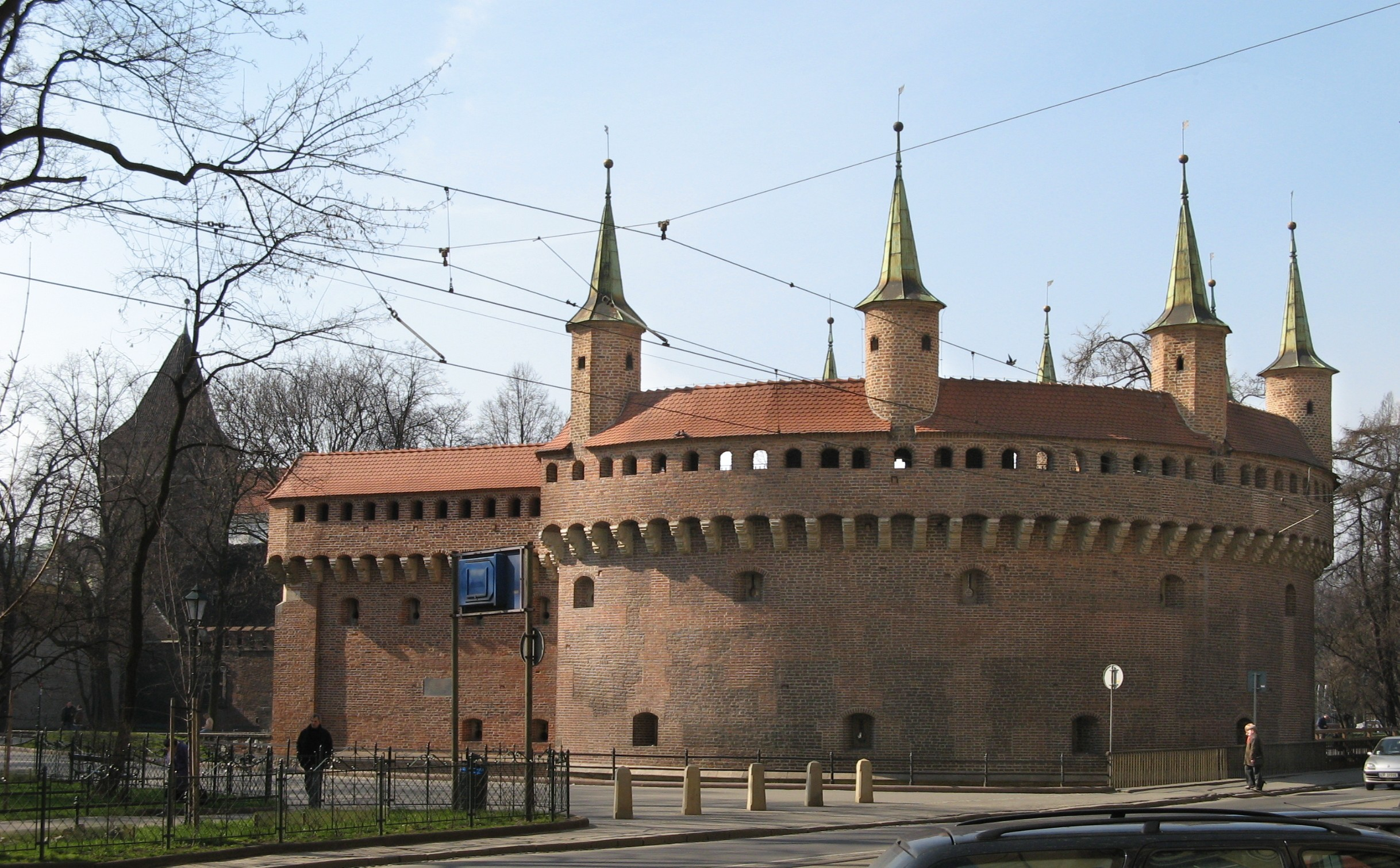
Barbakán
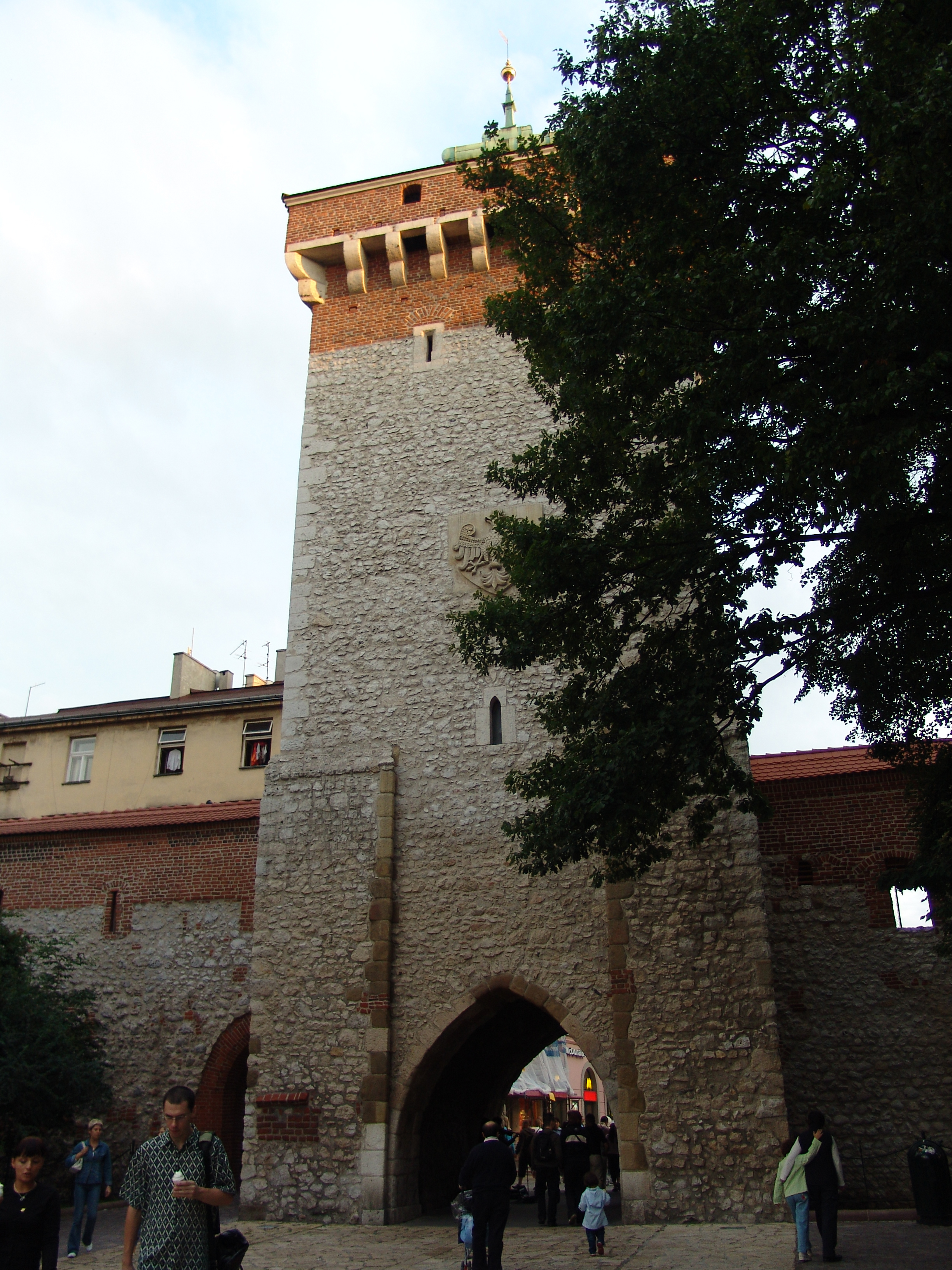
Floriánská brána
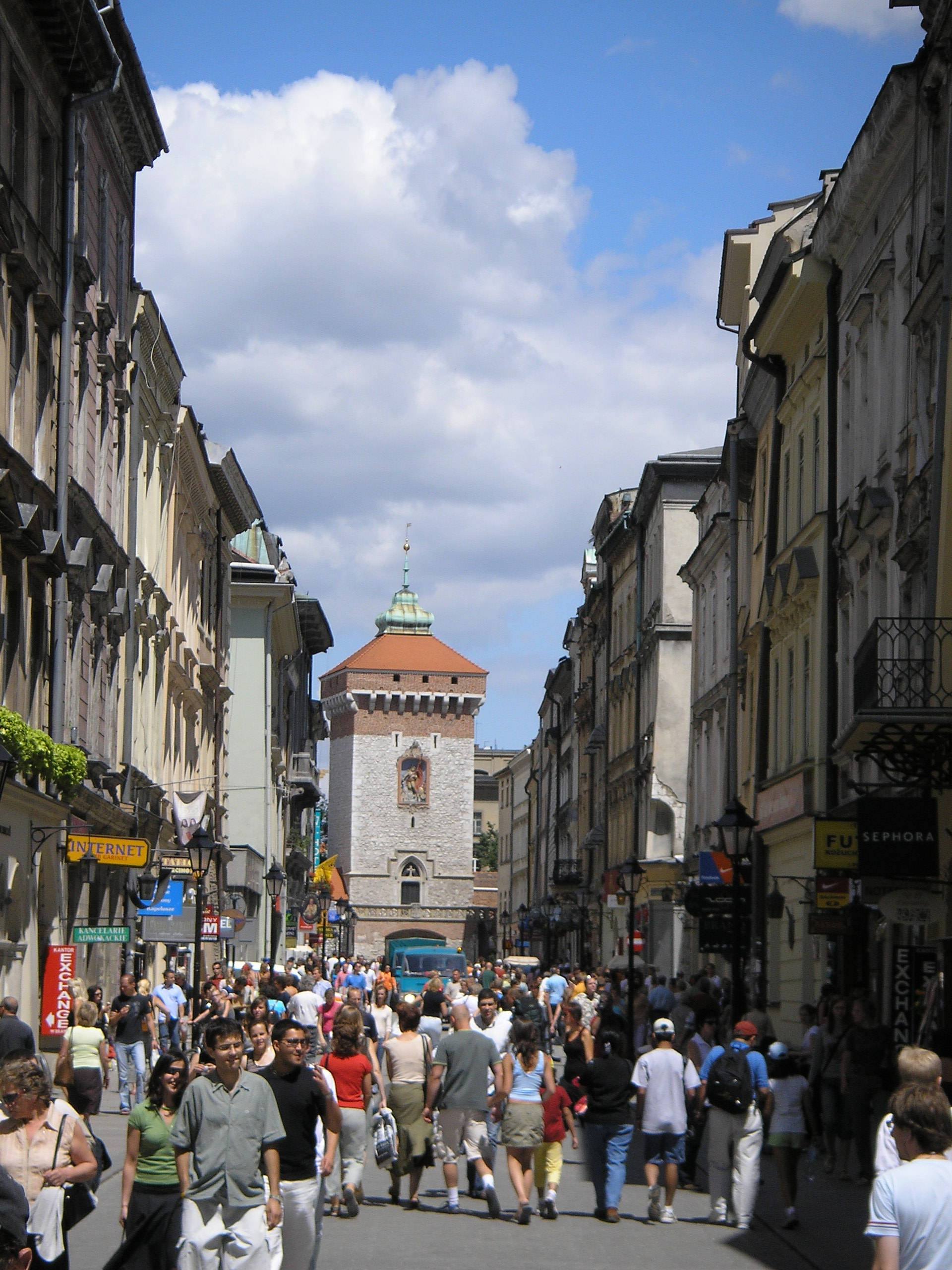
Floriánská ulice

Královská cesta, z Rynku na jih přes ulici Grodskou (zleva doprava)
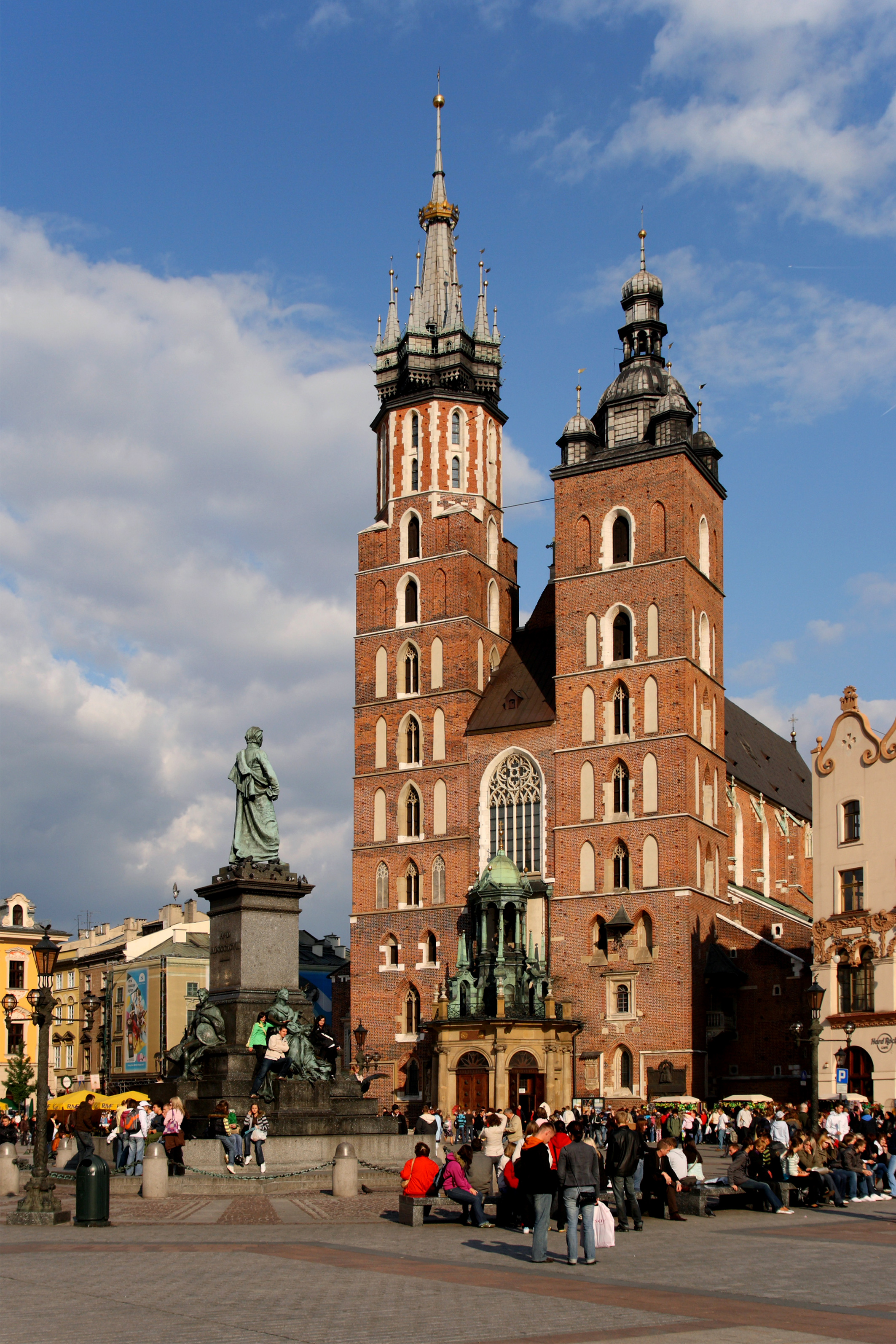
Mariánský kostel
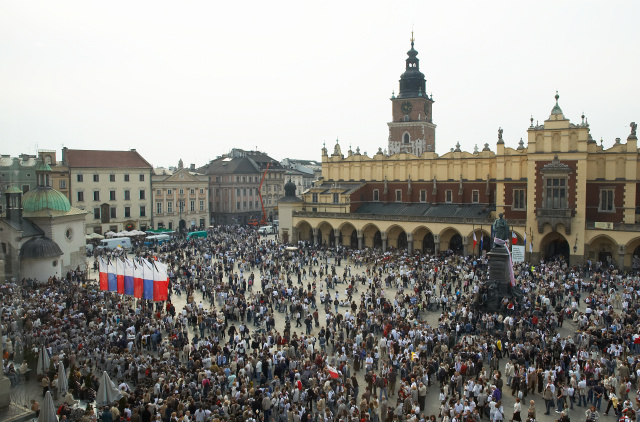
Rynek Główny (7. dubna 2005 - Biały Marsz po smrti Jana Pavla II.)
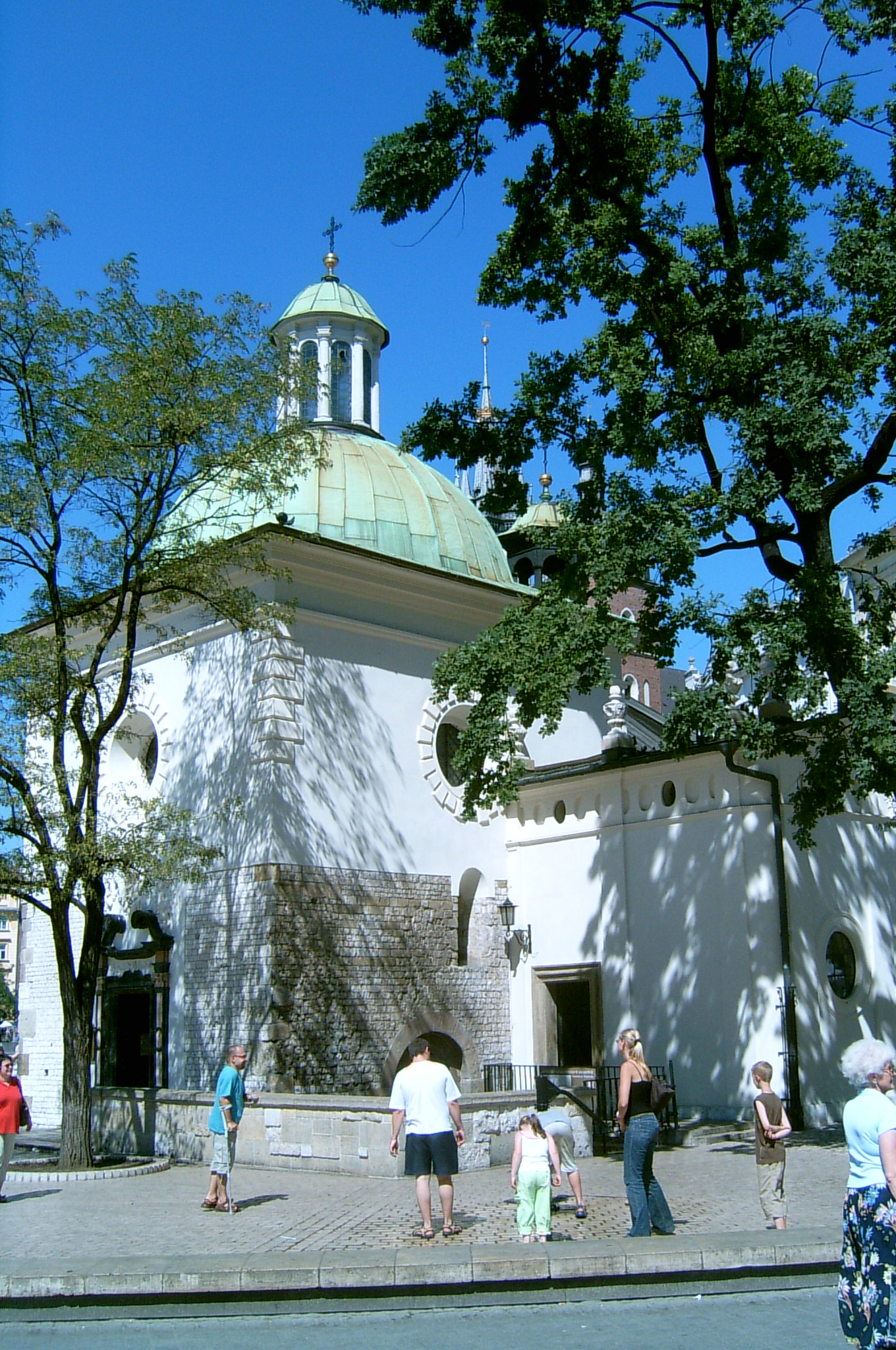
Kostel sv. Vojtěcha
Kostel sv. Františka z Assisi
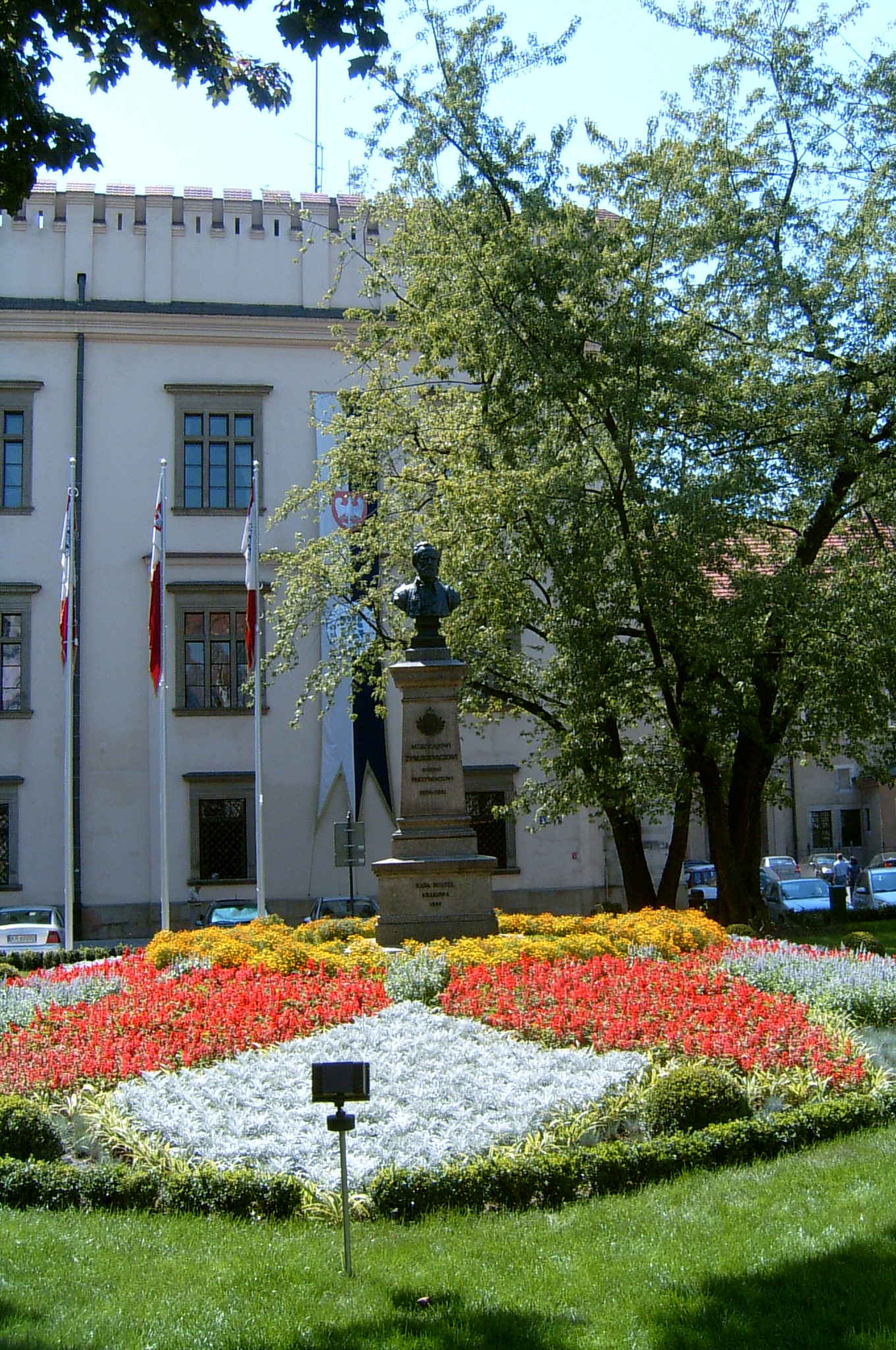
Pałac Wielopolskich

Královská cesta, přes ulici Grodskou k Wawelu (zleva doprava)
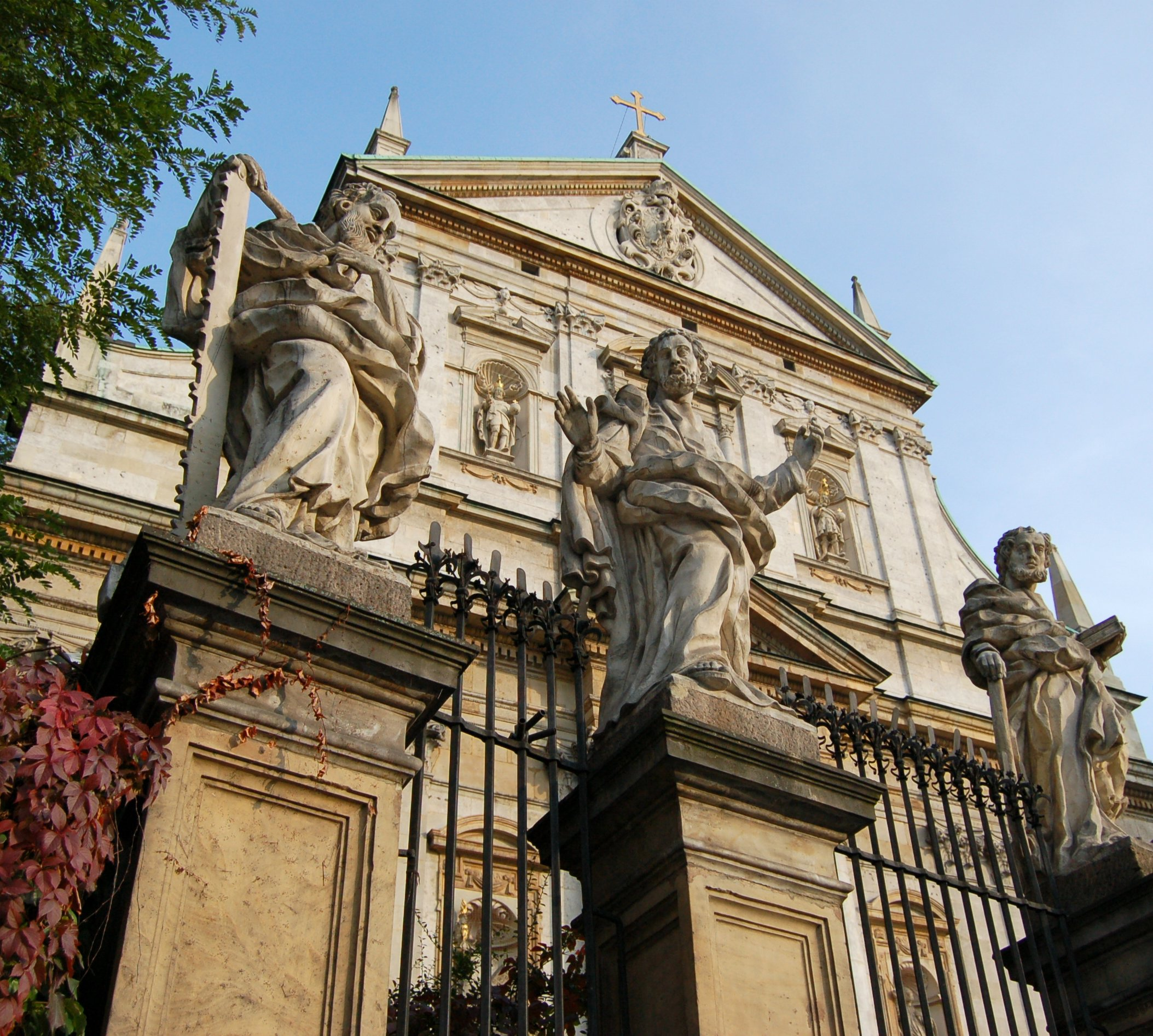
Kostel sv. Petra a Pavla
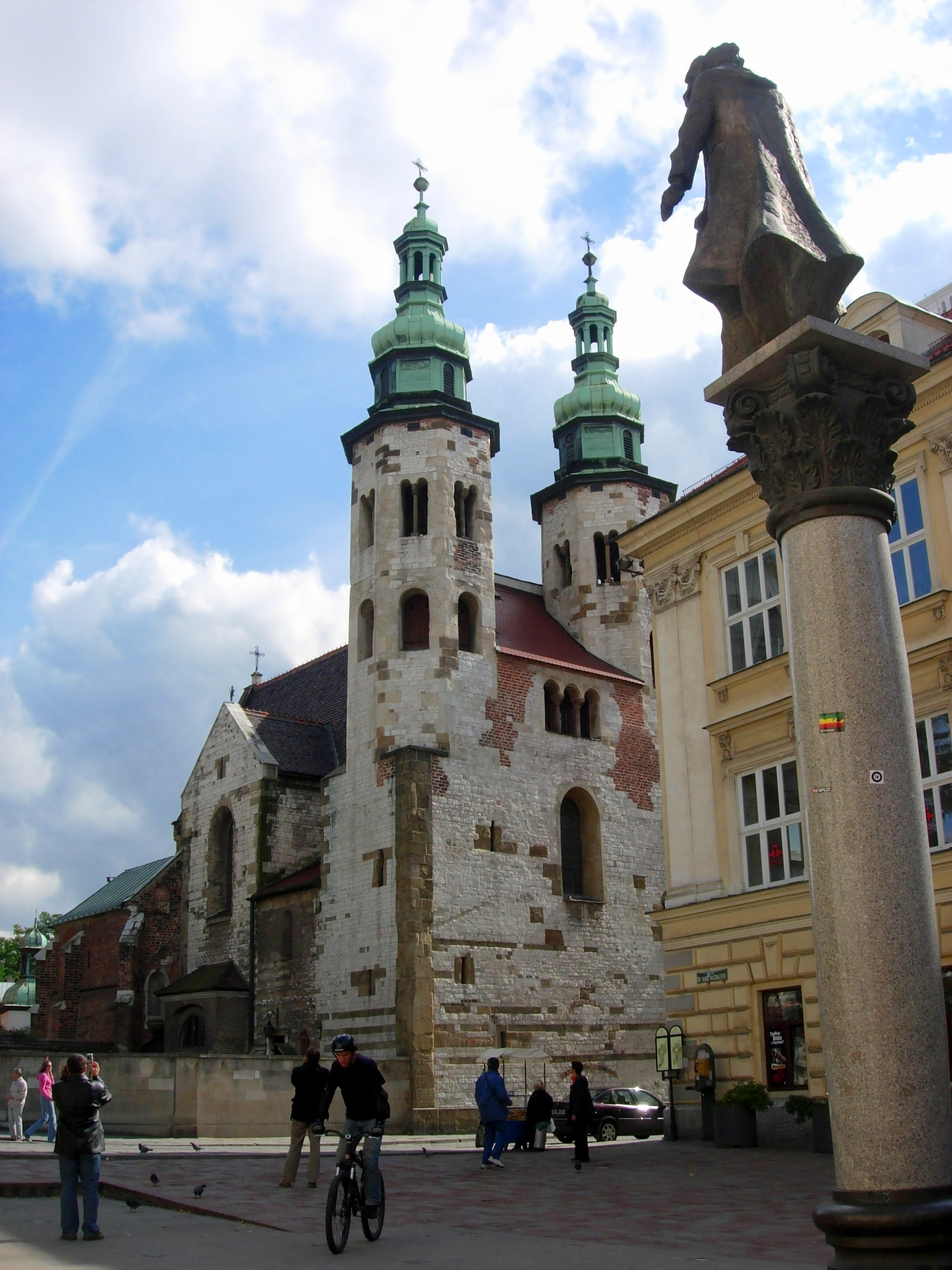
Kostel svatého Ondřeje
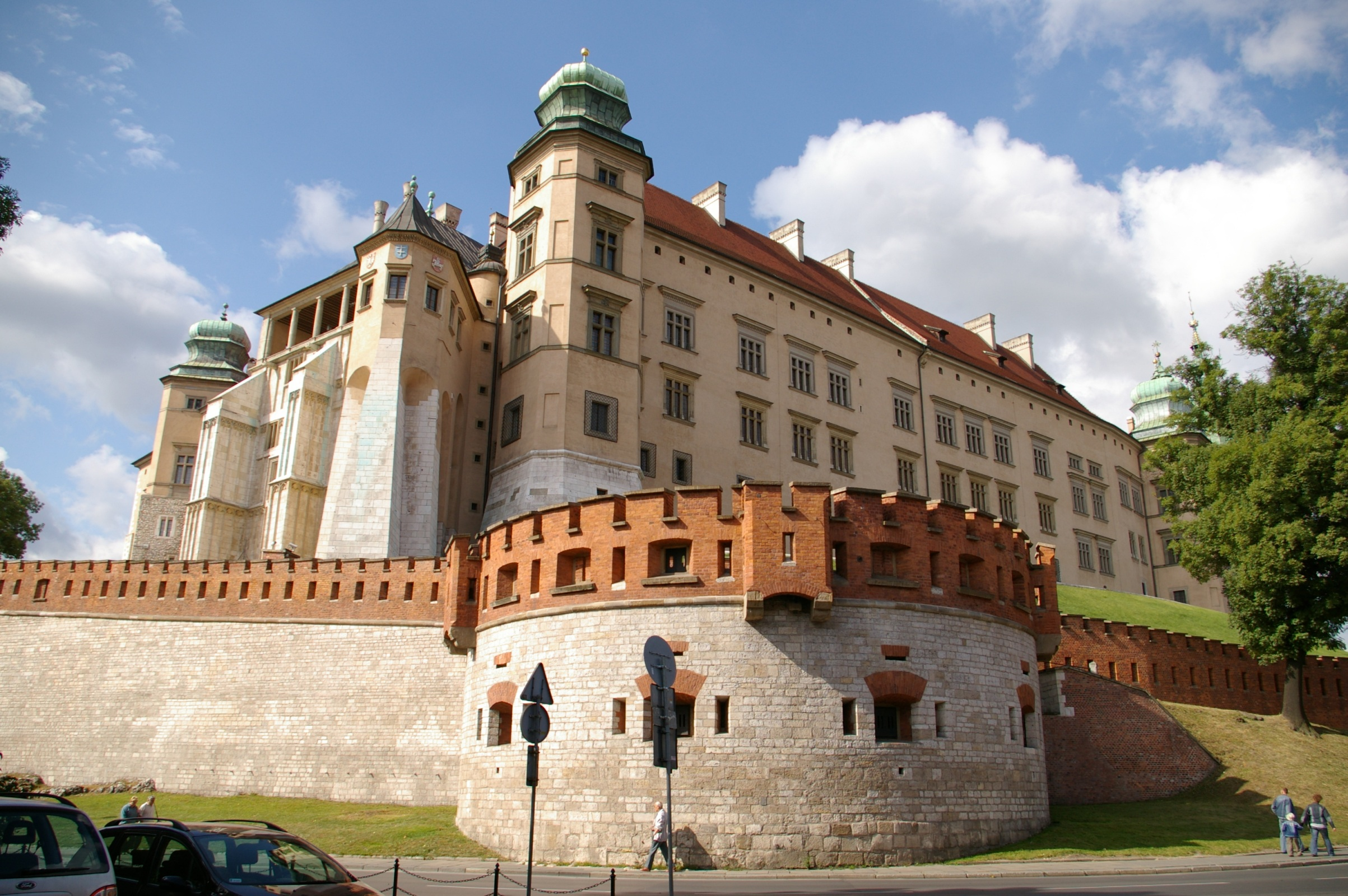
Královský hrad na Wawelu
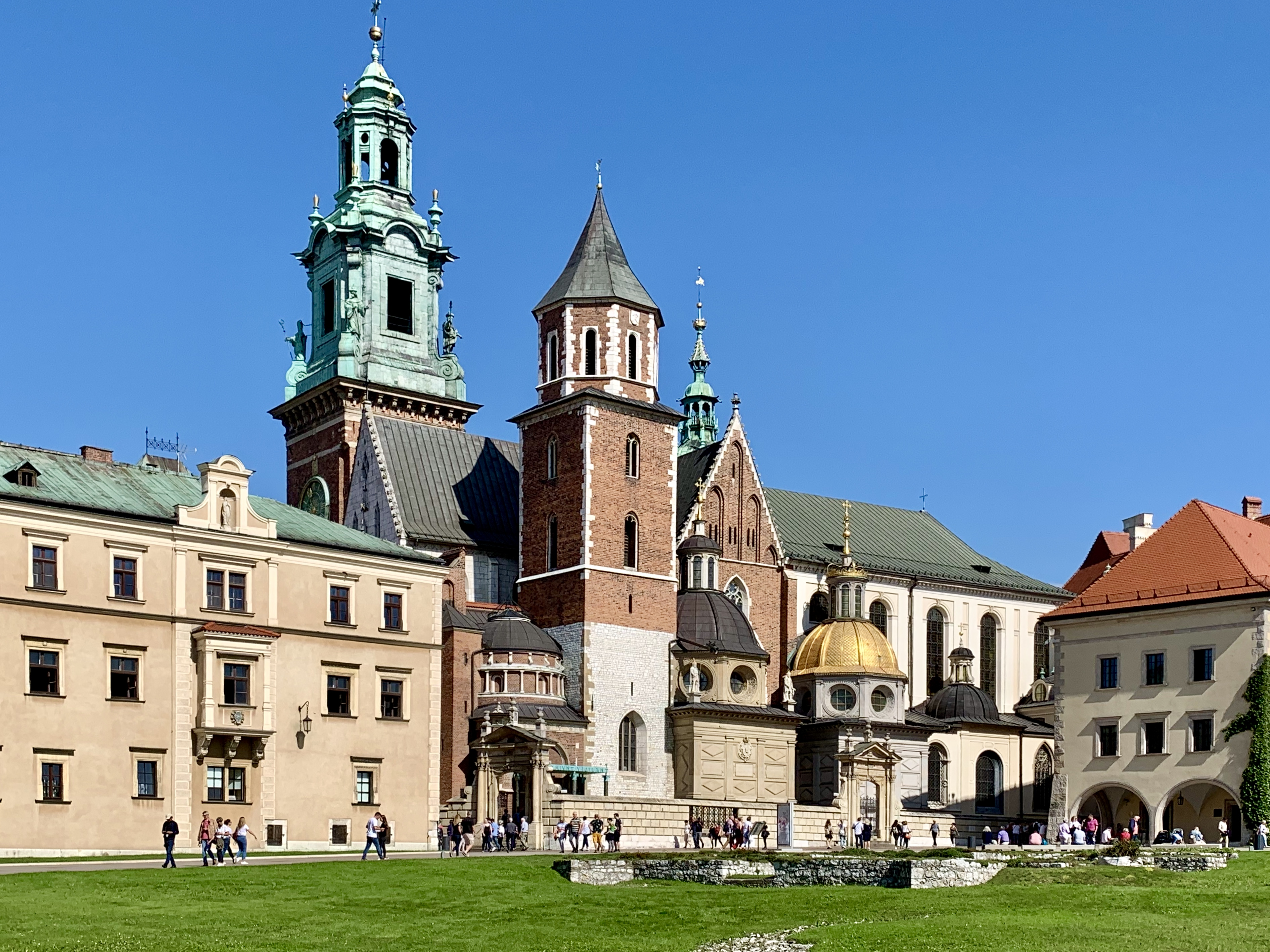
Katedrála sv. Stanislava a sv. Václava (Wawel)